# Maurice Amreich
Maurice Amreich (* 2. März 2004 in Voitsberg) ist ein österreichischer Fußballspieler.

## Karriere
Amreich begann seine Karriere beim ASK Voitsberg. Im März 2018 wechselte er in die Jugend des SK Sturm Graz, bei dem er ab der Saison 2018/19 auch sämtliche Altersstufen in der Akademie durchlief. Zwischen 2018/19 und 2020/21 war er allerdings wieder in Voitsberg gemeldet und spielte als Kooperationsspieler bei Sturm. Zur Saison 2021/22 legte er seinen Spielerpass dann wieder nach Graz und rückte in den Kader der Amateure. Im April 2022 debütierte er für diese in der Regionalliga. In der Saison 2021/22 kam er zu drei Einsätzen in der dritthöchsten Spielklasse, mit Sturm II stieg er zu Saisonende in die 2. Liga auf.
Sein Zweitligadebüt gab er dann im Juli 2022, als er am ersten Spieltag der Saison 2022/23 gegen den SV Horn in der 81. Minute für Simon Nelson eingewechselt wurde. In der 2. Liga kam er zu insgesamt 26 Einsätzen. Nach der Saison 2023/24 verließ er Sturm. Zur Saison 2024/25 wechselte er dann zum Regionalligisten FC Gleisdorf 09.